# 고체 레이저

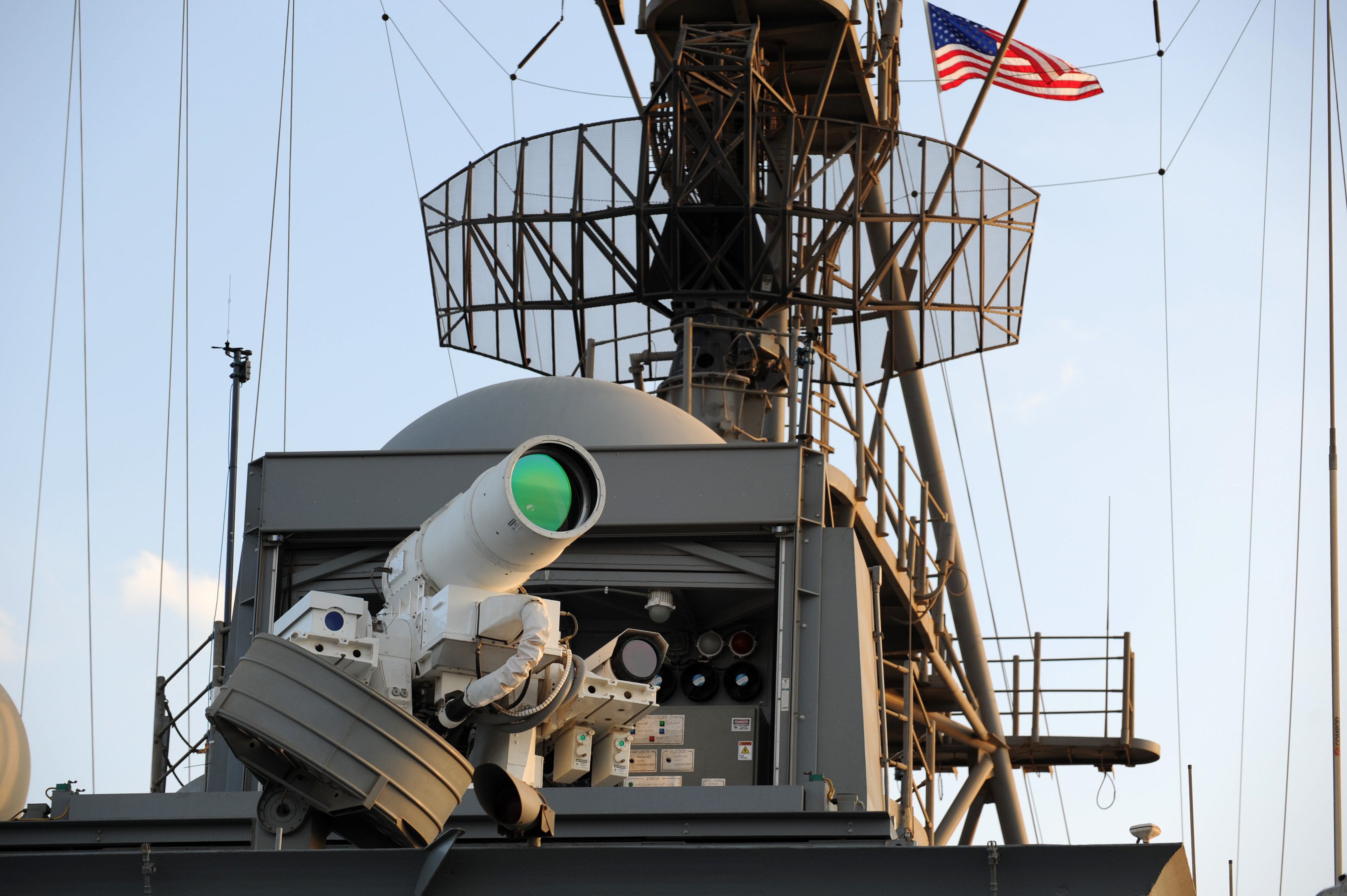
폰스함에 장착된 AN/SEQ-3 레이저 무기 시스템

고체 레이저(Solid-state laser)는 액체 레이저와 달리 고체 물질을 통해 레이저를 만드는 시스템이다. 반도체 레이저도 고체 레이저에 속한다.

## 미사일 방어
미국 미사일 방어국은 2곳의 고체 레이저 연구를 지원하고 있다. 미국 로렌스 리버모어 국립 연구소는 DPAL(diode-pumped alkali laser)을 개발중이다. 1메가와트 이상의 출력을 개발목표로 하고 있다. MIT 링컨 연구소는 FCL(fiber-combining laser)를 개발중이다.

## 대포 방어
미국 해군은 대포 방어 시스템(Counter-RAM)인 레이저 무기 시스템을 개발중이다. 300 kw 출력의 고체 레이저를 개발목표로 하고 있다.